# Kardioversion
Kardioversion nennt man die Wiederherstellung des normalen Herzrhythmus (Sinusrhythmus) beim Vorliegen von Herzrhythmusstörungen, meist Vorhofflimmern, seltener supraventrikulären oder ventrikulären Tachykardien oder Vorhofflattern. Man unterscheidet die elektrische Kardioversion mithilfe eines geeigneten Defibrillators von der medikamentösen Kardioversion.

## Indikation
Bei tachykarden (schnellen) Herzrhythmusstörungen, die die Auswurfleistung des Herzens beeinträchtigen, ist eine Kardioversion indiziert. Bei guter Auswurfleistung ist die Anwendung abhängig von der Art der Herzrhythmusstörung und der Symptomatik zu diskutieren. Bei Patienten mit Vorhofflimmern mit geringer oder keiner Symptomatik bringt die Kardioversion keine eindeutige prognostische Verbesserung.

## Elektrische Kardioversion
Das Prinzip der elektrischen Kardioversion gleicht dem der Defibrillation. Durch die Abgabe eines Stromstoßes soll die Aktivität der Herzmuskelzellen synchronisiert werden. Dies verhindert unkontrollierte Erregungsbildung außerhalb des eigentlichen Reizbildungssystems und ermöglicht eine geordnete elektrische Aktivität, ausgehend vom Sinusknoten.
Bei der elektrischen Kardioversion wird der Schock im Gegensatz zur Defibrillation EKG-getriggert ausgelöst – das bedeutet, dass das Gerät die R-Zacke im EKG, also den Zeitpunkt der Kontraktion der immer noch synchron arbeitenden Muskulatur der Herzkammern, registriert und den Schock gleichzeitig dazu abgibt. Dies reduziert das Risiko für das Auftreten von Kammerflimmern. Die Energie für die Kardioversion wird für unterschiedliche Entitäten der Herzrhythmusstörungen unterschiedlich empfohlen:
- Vorhofflimmern: maximal mögliche Energie des Defibrillators
- Vorhofflattern und atriale Tachykardien: 70–120 Joule
- Ventrikuläre Tachykardien mit Puls: 120–150 Joule

Wache Patienten werden für die Stromabgabe in eine kurze (Analgo-)Sedierung versetzt.

## Medikamentöse Kardioversion
Neben der elektrischen Kardioversion kann auch eine medikamentöse Behandlung angewandt werden. Diese hat den Vorteil, dass keine Kurznarkose notwendig ist und der Patient die Therapie unter Umständen selbst durchführen kann („pill in the pocket“). Häufig verwendete Arzneistoffe sind Amiodaron, Flecainid und Ajmalin. Insgesamt ist die Erfolgsrate bei der pharmakologischen Kardioversion etwas geringer als bei der elektrischen Kardioversion (siehe Tabelle).

## Risiken
Sowohl die elektrische als auch die medikamentöse Kardioversion gehen mit einem erhöhten Embolierisiko z. B. eines Schlaganfalls, einher. Darüber hinaus können beide Verfahren ihrerseits Herzrhythmusstörungen auslösen.

## Vorgehen bei Vorhofflimmern
Die häufigste Indikation für eine Kardioversion ist symptomatisches Vorhofflimmern. Die Entscheidung zwischen elektrischer und medikamentöser Kardioversion wird dabei individuell getroffen. Wenn der Beginn des Vorhofflimmerns nicht mehr als 48 Stunden zurückliegt, kann ohne Antikoagulation kardiovertiert werden. Besteht das Vorhofflimmern länger als 48 Stunden, besteht ein erhöhtes Risiko für thrombembolische Ereignisse. Daher muss mittels TEE (Transösophageale Echokardiografie, „Schluckecho“) ein Vorhofthrombus vor Kardioversion ausgeschlossen werden. Alternativ kann mindestens für drei Wochen vor und vier Wochen nach der Kardioversion eine Antikoagulation durchgeführt werden.
| Verfahren                 | Erfolgsrate (Sinusrhythmus über 6 Stunden nach Kardioversion) |
| ------------------------- | ------------------------------------------------------------- |
| Elektrische Kardioversion | 94–99 %                                                       |
| Flecainid                 | 67–92 %                                                       |
| Propafenon                | 41–91 %                                                       |
| Ibutilid                  | 50 %                                                          |
| Amiodaron                 | 80–90 %                                                       |

Die Erfolgsrate der elektrischen Kardioversion kann durch begleitende Gabe von Antiarrhythmika verbessert werden. Um den Langzeiterfolg der Kardioversion zu verbessern, wird häufig zusätzlich eine medikamentöse Langzeittherapie verordnet.

## Nichtinvasive Kardioversion supraventrikulärer Tachykardien
Bei supraventrikulärer Tachykardie kann bei stabilen Patienten eine nichtinvasive Kardioversion versucht werden. Verschiedene Vagusmanöver können hier zum Erfolg führen. Eine international empfohlene Methode ist die Anwendung des Valsalva-Manövers. Es wird in der Literatur auch als effektivste und sicherste Methode bei stabilen Patienten mit Reentrytachykardie sowohl in der Notfallmedizin als auch zur Selbstbehandlung von Patienten bezeichnet, während eine vergleichende Studie 2013 bzw. 2015 zu dem Schluss kommt, dass keine ausreichende Evidenz für die Effektivität des Valsalva-Manövers zur Beendigung Supraventrikulärer Tachykardien vorliegt. („We did not find sufficient evidence to support or refute the effectiveness of VM for termination of SVT.“) Die in verschiedenen Studien erreichten Erfolgsraten der Kardioversion variieren stark. Sie liegen zwischen ca. 19 % in klinischen Studien und bis zu über 50 % in Laborstudien. Durch eine Modifikation des Verfahrens, die eine veränderte Lagerung nutzt, bezeichnet als modifiziertes Valsalva-Manöver (Modified Valsalva manoeuvre), konnte in der als REVERT Trial bezeichneten Studie eine deutlich gesteigerte Erfolgsrate der Kardioversion gezeigt werden: Während bei der traditionellen Methode bei 17 % der Patienten Kardioversion erreicht wurde, betrug die Rate bei der veränderten Position 43 %.